# Aechmea flemingii
Aechmea flemingii är en gräsväxtart som beskrevs av Hans Edmund Luther. Aechmea flemingii ingår i släktet Aechmea och familjen Bromeliaceae. Inga underarter finns listade i Catalogue of Life.